# Маразміел
Маразміел (Marasmiellus) — рід грибів родини Omphalotaceae. Назва вперше опублікована 1915 року.

## Назва
Назва походить від грецького μαρασμός «виснаження, згасання».

## Поширення та середовище існування
В Україні зустрічаються:
- Macrotyphula juncea
- Marasmiellus candidus
- Marasmiellus ramealis
- Marasmiellus tricolor
- Marasmiellus vaillantii

## Гелерея

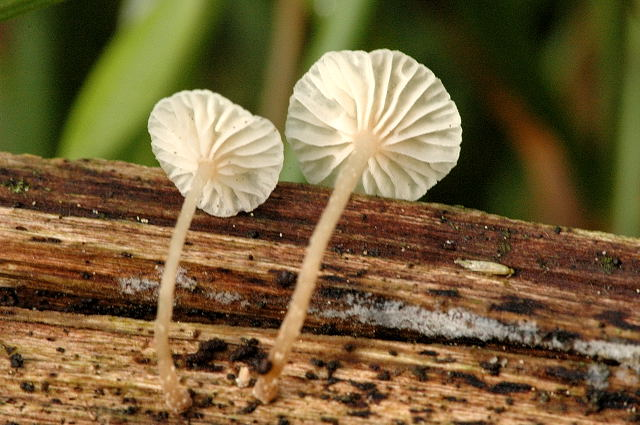
Marasmiellus ramealis
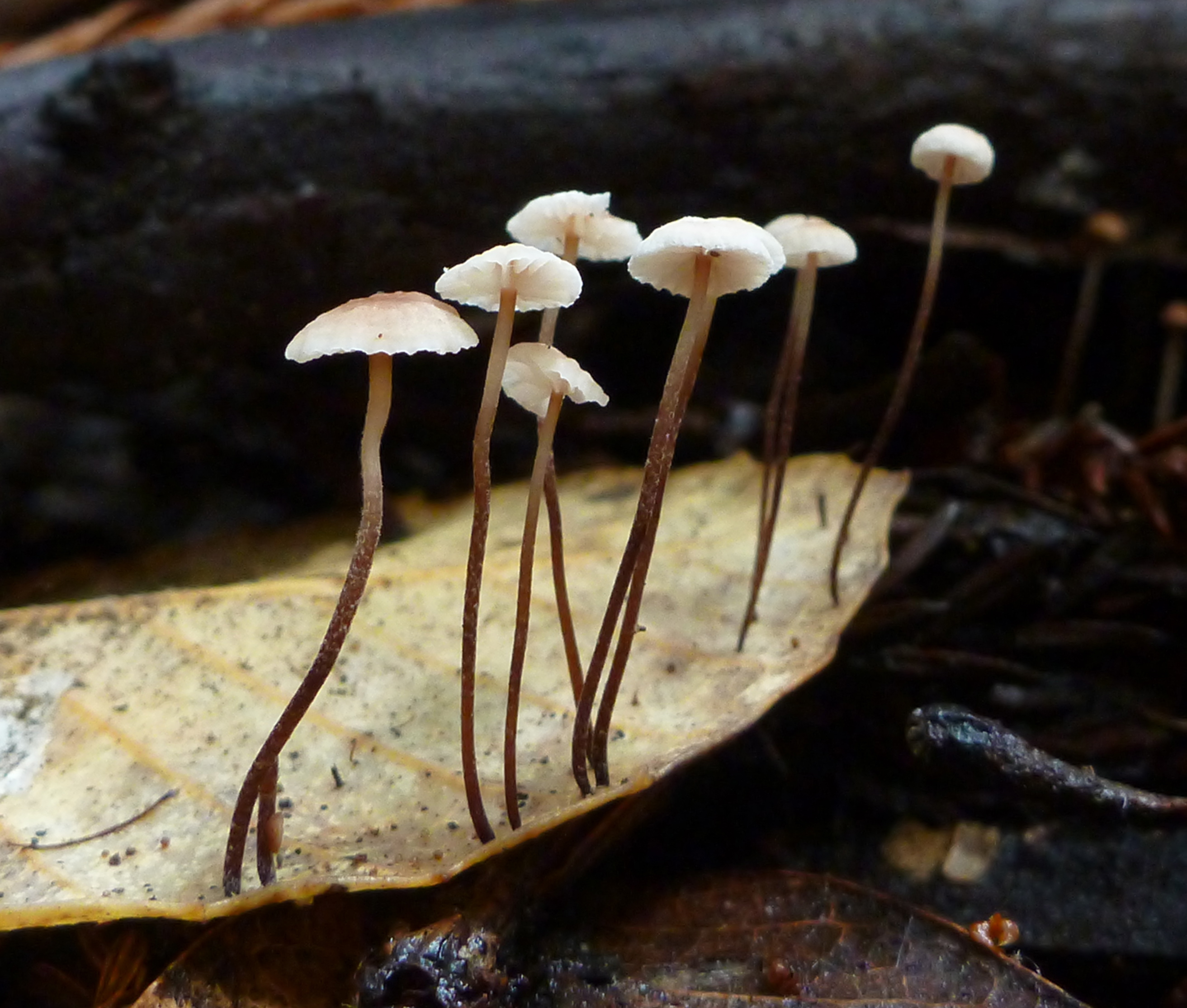
Marasmius quercophilus